# Sault-de-Navailles
Sault-de-Navailles è un comune francese di 831 abitanti situato nel dipartimento dei Pirenei Atlantici nella regione della Nuova Aquitania.

## Società

### Evoluzione demografica
Abitanti censiti